# خوزه البرتو پرکودانی
خوزه البرتو پرکودانی (اسپانیایی: José Alberto Percudani‎؛ زادهٔ ۲۲ مارس ۱۹۶۵) بازیکن فوتبال اهل آرژانتین است.

## باشگاهی
از باشگاه‌هایی که در آن بازی کرده‌است می‌توان به باشگاه فوتبال اتلتیکو مادرید، باشگاه فوتبال استودیانتس، باشگاه فوتبال اتلتیکو مادرید بی، باشگاه اتلتیکو ایندپندینته، باشگاه فوتبال پنیارول، و باشگاه فوتبال آستریا وین اشاره کرد.

## تیم ملی
وی همچنین در تیم ملی فوتبال آرژانتین بازی کرده‌است.